# نورالدین مرسلی
نورالدین مرسلی (عربی: نور الدین مرسلی؛ زاده ۲۸ فوریهٔ ۱۹۷۰) دونده بازنشسته دو نیمه‌استقامت اهل الجزایر است. وی در المپیک ۱۹۹۶ آتلانتا مدال طلای دو ۱۵۰۰ متر را به دست آورد و سه بار متوالی نیز در قهرمانی دو و میدانی جهان (از ۱۹۹۱ تا ۱۹۹۵) برنده مدال طلا در همین ماده شد. وی یک مدال طلا در دو و میدانی داخل سالن قهرمانی جهان در ماده ۱۵۰۰ متر را هم در کارنامه دارد.

## رکوردهای شخصی
- ۸۰۰ متر: ۱:۴۴٫۷۹ دقیقه
- ۱۵۰۰ متر: ۳:۲۷٫۳۷ دقیقه
- یک مایل: ۳:۴۴٫۳۹ دقیقه
- ۳۰۰۰ متر: ۷:۲۵٫۱۱ دقیقه
- ۵۰۰۰ متر: ۱۳:۰۳٫۸۵ دقیقه